# Labyrinth - Dove tutto è possibile
Labyrinth - Dove tutto è possibile (Labyrinth) è un film fantastico del 1986 diretto da Jim Henson.
Il regista Jim Henson, creatore dei Muppets, venne aiutato da Brian Froud per la parte visiva e dall'autore di libri per ragazzi Dennis Lee per la storia, che è stata poi sceneggiata da Terry Jones dei Monty Python (ed è diventata anche un romanzo grazie ad A. C. H. Smith).
I personaggi umani principali sono Jareth il re dei Goblin, interpretato da David Bowie, e Sarah Williams, una giovane Jennifer Connelly. La trama si basa sul percorso di Sarah in uno strano labirinto fantastico. La maggior parte degli altri ruoli importanti sono personificati da pupazzi o da una combinazione di performance umana e di pupazzi.

## Trama
Sarah Williams è una quindicenne figlia di genitori separati; la madre è una attrice famosa, mentre il padre si è risposato con una donna che lei non accetta. Una sera la ragazza deve fare da baby sitter al fratellino Toby, spaventato da un temporale. Sarah prova a calmarlo raccontandogli la storia contenuta nel suo libro preferito (intitolato The Labyrinth), di una ragazza che ha ricevuto dei poteri speciali dal Re dei Goblin. Sarah si immedesima con la protagonista del libro, e come lei, esasperata dai continui pianti del bambino, invoca i goblin perché portino via Toby. Quando spegne la luce, immediatamente il pianto di Toby tace: tornata nella stanza, scopre che i goblin hanno davvero rapito il bambino.
Appare un barbagianni che si trasforma nel Re dei Goblin, Jareth, che le conferma di aver rapito Toby e le offre in regalo una sfera di cristallo in cui sono contenuti i suoi sogni. Sarah rifiuta l'offerta e richiede il bambino indietro, Offeso, ma anche divertito e affascinato dal coraggio della ragazza, Jareth decide di darle una possibilità per salvare suo fratello: le dice che ora Toby si trova nel suo castello, al centro di un fantastico labirinto e le dà 13 ore di tempo per trovarlo prima che diventi anch'egli un goblin.
Il labirinto si rivela subito molto complicato da attraversare, costellato di puzzle e test e popolato da bizzarri personaggi: per primo Gogol, un nano (o gnomo), che spruzza veleno alle fate all'entrata del labirinto e le mostra come entrare. Successivamente, si unirà a lei Bubo, un gentile bestione che ha l'abilità di comunicare coi sassi. Incontrerà poi Sir Didymus, una cavalleresca volpe (identica a uno dei pupazzi presenti nella stanza di Sarah) che cavalca un cane da pastore e sta di guardia ad un ponte per mantenere un inutile giuramento. Sir Didymus si unirà a lei dopo essere stato sconfitto da Bubo in combattimento.
Quando il gruppetto arriva alla squallida città dei Goblin situata al centro del labirinto, devono superare l'enorme robot a guardia della porta della città e l'esercito dei Goblin.
L'apice del film si ha nel castello, ispirato ai quadri di M. C. Escher: con appena pochi minuti di tempo rimasti, Sarah deve superare un surreale labirinto composto da scale. Prima che possa raggiungere Toby, si ritrova faccia a faccia con Jareth che, ormai follemente innamorato di Sarah, prova a confonderla e a spaventarla, infine le chiede di diventare la sua regina. Lei però rifiuta sia lui che la sua proposta di matrimonio, ripetendo, durante il rintocco dell'ultima delle tredici ore concesse, la frase che non ricordava mai quando provava ad interpretare la protagonista del suo libro preferito: "Tu non hai nessun potere su di me".
La stanza in cui si trovano crolla e Sarah si ritrova nell'ingresso della propria casa, con l'orologio che batte la mezzanotte e un barbagianni che vola via dalla stanza. Sarah ritorna nella stanza di Toby, che ora sta dormendo nel suo lettino, e gli regala il suo pupazzo preferito.
Tornata in camera, le appaiono Gogol, Bubo e Sir Didymus come immagini nello specchio. I tre le dicono addio, perché lei dovrà crescere e non avrà più bisogno di loro, ma Sarah risponde che anche quando diventerà adulta, avrà sempre bisogno di loro e che non intende perderli. I tre quindi insieme alle creature di Labyrinth appaiono nella stanza e tutti insieme fanno festa sulle note di Magic Dance. Fuori dalla finestra intanto Jareth osserva la scena e vola via.

## Produzione
Il film è stato girato nei pressi di New York e agli Elstree Studios in Gran Bretagna.
I realizzatori del film ammisero diverse influenze, come Alice nel Paese delle Meraviglie, Il mago di Oz, Nel paese dei mostri selvaggi, la fiaba di Biancaneve e le opere di Maurice Sendak e di M. C. Escher.
Molti degli scenari e creature nel film furono basati sui disegni di Brian Froud, che precedentemente collaborò con Jim Henson per The Dark Crystal. Froud e lo sceneggiatore Terry Jones più tardi collaborarono per il libro The Goblins of Labyrinth che descrisse alcune delle creature del film.
Il personaggio di David Bowie compie giochi di prestigio durante tutto il film: riesce a far ruotare quattro sfere di cristallo su una sola mano e a farle scorrere sulle proprie mani e sul proprio corpo come se fossero "incorporee". Queste manipolazioni costituiscono una particolare disciplina di giocoleria chiamata contact juggling, che prevede proprio la manipolazione di una o più sfere. Uno dei pionieri di questa disciplina, il primo ad introdurre l'uso delle sfere di cristallo (in verità si tratta di un polimero acrilico), fu proprio colui che eseguì veramente le scene del film, il rinomato giocoliere Michael Moschen, che assisteva Bowie durante le riprese.
Il figlio di Brian Froud, che all'epoca era un neonato, è comparso nel film nel ruolo del fratello di Sarah, Toby.
Nel documentario Inside the Labyrinth, David Bowie ammette che fu lui a fare i versi del bambino Toby nella canzone Magic Dance, poiché il bambino non li faceva.
Le coreografie dei pupazzi sono state realizzate da Gates McFadden (più nota per il ruolo della dottoressa Beverly Crusher nella serie tv Star Trek: The Next Generation). Nei crediti dei titoli di coda l'attrice appare con il suo vero nome, Cheryl.

## Colonna sonora
L'album della colonna sonora di Labyrinth contiene molte canzoni di Trevor Jones, rigorosamente strumentali, come Into the Labyrinth, Sarah, Hallucination, The Goblin Battle, Thirteen O'Clock e Home at Last, e cinque canzoni di David Bowie, Magic Dance (chiamata anche Dance Magic), Chilly Down, As the World Falls Down, Within You, e il singolo realizzato per il film, Underground.

## Riconoscimenti
- 1987 - British Academy of Film and Television Arts
  - Candidatura - Migliori effetti speciali a Roy Field, Brian Froud, George Gibbs e Tony Dunsterville
- 1987 - Premio Hugo
  - Candidatura - Miglior rappresentazione drammatica

## Influenze e altri media
La Lucasfilm Games (poi diventata LucasArts) ispirandosi al film sviluppò un videogioco omonimo, di genere avventura grafica, distribuito su Commodore 64 e Apple II nel 1986.
Un altro videogioco fu realizzato in Giappone per Nintendo Famicom, ma non fu diffuso in nessun altro Paese, anche se una versione Commodore 64 circolò in America nel 1986.
Tokyopop in collaborazione con The Jim Henson Company pubblicò un fumetto stile manga in tre volumi chiamato Ritorno a Labyrinth. Il primo volume è stato pubblicato l'8 agosto 2006. Scritto da Jake T. Forbes e illustrato da Chris Lie, è un sequel del film ed ha come protagonista Toby, il bambino nel film, quando è ormai cresciuto ed ha 13 anni.
In Italia è uscito il primo volume, gli altri non sono più usciti per motivi ignoti.
La mangaka Kaori Yuki rivela di essersi fortemente ispirata al film nel capitolo dell'Inferno nel suo manga Angel Sanctuary: il Pandemonium, il palazzo di Re Lucifero è infatti ispirato a quello di Jareth, ed i protagonisti dovranno superare un labirinto (che da un'altura appare identico a quello del film, ma più oscuro) per giungere al Pandemonium. La vicenda di Sarah e Bubo viene inoltre ripresa da Cry che soccorre Abbadon nella sua prigionia.
Nel 2019 Boom! Studios ha pubblicato Labyrinth: A Discovery Adventure, un libro illustrato da Laura Langston e Kate Sherron. A seguire è uscito Labyrinth: The ABC Storybook, un libro di Luke Flowers, nel 2020.
Il primo libro uscito era stato The Goblins of Labyrinth, contenente i concept art di Brian Froud per il film con descrizioni di Terry Jones. Era stato pubblicato nel 1986 e ristampato in un'edizione deluxe per il 20º anniversario nel 2006.
Il romanzo del film è stato scritto da ACH Smith che è stato ristampato con illustrazioni e note di Jim Henson da Archaia Publishing nel 2014. La Marvel Comics ha pubblicato un adattamento a fumetti in tre numeri uscito come Marvel special nel 1986. Il film è stato anche adattato in forma di libro illustrato come Labyrinth: The Storybook, scritto da Louise Gikow con illustrazioni di Bruce McNally, e Labyrinth: The Photo Album, scritto da Rebecca Grand con fotografie scattate da John Brown dal set del film. Altri adattamenti includevano un libro di fiabe da leggere prodotto da Buena Vista Records, fornito con un disco da 7 "33 giri o un'audiocassetta.
Nel gennaio 2016, Nicole Perlman ha annunciato di essere al lavoro sulla sceneggiatura del sequel. Nel 2017 Fede Álvarez ha firmato come regista, e la figlia di Henson, Lisa Henson, è stata annunciata come produttrice.
Nel maggio 2020, Scott Derrickson, noto per aver diretto Doctor Strange, è stato annunciato come regista. Maggie Levin si è unita a lui per scrivere la sceneggiatura del film. Brian Henson della Jim Henson Company è stato scelto come produttore esecutivo e ha confermato Lisa Henson come produttrice.
Nel 2022 è uscita un'espansione per il gioco di minigolf Walkabout Mini Golf, con 36 buche tratte dal mondo di Labyrinth.

## Sequel
Oltre al sequel rappresentato dal fumetto manga, considerato più uno spin off, nel gennaio 2016, Nicole Perlman ha annunciato di essere al lavoro sulla sceneggiatura di un sequel. Nel 2017 Fede Álvarez ha firmato come regista, mentre la produzione è stata affidata a Lisa Henson, figlia di Jim.
Nel 2020 Scott Derrickson, noto per aver diretto Doctor Strange, ha preso il posto di Alvarez. Brian Henson della Jim Henson Company è stato scelto come produttore esecutivo, confermando Lisa Henson come produttrice. Nel febbraio 2021 Jennifer Connelly ha rivelato di essere stata contattata per tale sequel.